# لزنت (كورنوال)
لزنت (بالإنجليزية: Lezant)‏ هي أبرشية مدنية تقع في المملكة المتحدة في إنجلترا.  يقدر عدد سكانها بـ 765 نسمة .